# 韋科 (北卡羅萊納州)
韋科（英語：Waco）是一個位於美國北卡羅萊納州克里夫蘭縣的城鎮。

## 人口
根據2020年美國人口普查的數據，韋科的面積為2.18平方千米，當中陸地面積為2.17平方千米，而水域面積為0.01平方千米。當地共有人口310人，而人口密度為每平方千米142人。